# Herniaria lusitanica
Herniaria lusitanica (остудник лузітанський) — вид квіткових рослин родини гвоздичні (Caryophyllaceae). Етимологія: лат. lusitanica — географічна епітет, який стосується місця зростання рослини в Лузітанії.

## Опис
Рослина зі сланкими, сильно розгалуженими, волохатими, зеленими або фіолетовими, 10–35 см стеблами. Листя до 8 × 3 см, з довгими волосками по краях. Численні дрібні квітки (1–2 мм) ростуть невеликими, але дуже щільними групами. Квіти з 5 дуже волохатими чашолистками і 5 жовтими непримітними пелюстками з'являються в кінці весни й улітку.

## Поширення
Батьківщина: Іспанія, Португалія, Гібралтар.